# Bloodflood
Singles de Alt-J
Matilda/Fitzpleasure
(2012)
Bloodflood est le premier single du groupe anglais Alt-J extraite en 2012 de l'album studio An Awesome Wave (2012). Sortie le 13 octobre 2011 sur le label Loud And Quiet, la chanson sort en format vinyle, avec pour face B, Tesselate. Le single est limité à 300 exemplaires. Une deuxième partie appelée "Bloodflood pt.II" est sortie sur leur deuxième album, This Is All Yours.

## Liste des pistes
1. Bloodflood
2. Tessellate